# Ахмед Джавад
Ахмед Джавад (азерб. Əhməd Cavad, справжнє ім'я — Джавад Мамедалі огли Ахундзаде азерб. Cavad Məhəmmədəli oğlu Axundzadə; 5 травня 1892, с. Сейфалі, Єлизаветпольська губернія, Російська імперія — 13 травня 1937, Баку, АзРСР, СРСР) — азербайджанський письменник, поет, перекладач, редактор, журналіст, найбільш відомий написанням слів до гімну Азербайджану. Один із найяскравіших представників романтизму і реалізму в азербайджанській літературі.
Переклав низку творів Вільяма Шекспіра, Олександра Пушкіна, Шоти Руставелі. Його переклади поеми «Наймичка», віршів «Заповіт», «Лічу в неволі дні і ночі…» та інших поезій Тараса Шевченка вміщені в азербайджанське видавництво «Кобзаря» (Баку, 1934).

## Біографія

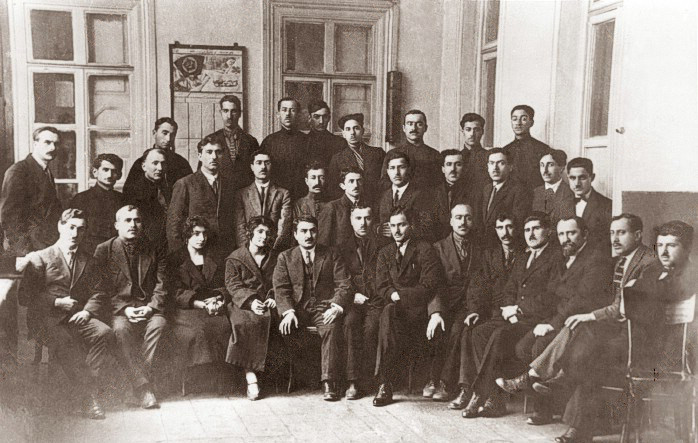
Ахмед Джавад (3-й справа у 2-му ряді) з вчителями технікуму імені Нарімана Наріманова

Ахмед Джавад Ахундзаде народився 5 травня 1892 року в селі Сейфалі Шамкірського району. Початкову освіту здобув удома, вивчаючи турецьку, перську, арабську та східну літератури. У 1912 році після закінчення духовної семінарії в Гянджі працював учителем.
Під час Балканської війни воював на боці Туреччини в загоні добровольців з Кавказу. Будучи членом Товариства милосердя, допомагав сиротам і біженцям у Карсі, Ерзурумі та інших містах.
Під час першої світової війни Джавад стежив за подіями в Анатолії і писав новини та статті на цю тему для різних видань.
Опублікував поетичні збірки «Гошма» (1916) та «Далга» (1919). У 1918 році за пропозицією Мамеда Еміна Расулзаде вступив до партії Мусават і з 1920 по 1923 рік був членом її Центрального комітету, за що був заарештований у 1923 році, але згодом звільнений. Джавад підтримав проголошення незалежності АДР у вірші «Азербайджан, Азербайджан!», а також написав про азербайджанський прапор у поемі «До азербайджанського прапора». За часів АДР він продовжував бути вчителем і відіграв важливу роль у заснуванні бакинського державного університету. У вірші «О, солдате!» він прославляв турецьку армію, яка воювала на боці Азербайджану в 1918 році. Після встановлення радянської влади Джавад продовжував викладати. У 1920 році він працював директором школи і вчителем російської та азербайджанської мов у селі Хулуг Гусарського району, а з 1920 по 1922 рік був завідувачем відділу народної освіти Ґубинського району.
У 1922 - 1927 роках навчався на історико-філологічному факультеті Азербайджанського педагогічного інституту і одночасно викладав у технікумі імені Нарімана Наріманова.
У 1924 - 1926 роках працював старшим секретарем спілки радянських письменників Азербайджану. У 1925 році Джавад був заарештований за поему «Гейгель».

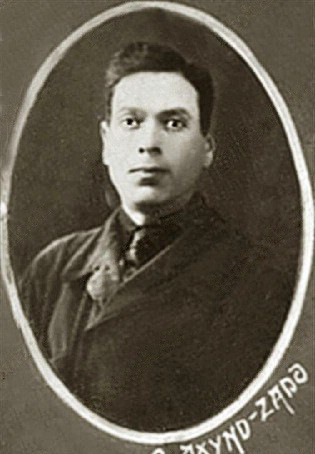
Ахмед Джавад в юності

У 1930 році переїхав до Гянджі. З 1930 по 1933 рік був викладачем, потім доцентом і завідувачем кафедри російської та азербайджанської мов Гянджинського сільськогосподарського інституту. У 1933 році отримав звання професора. Згодом очолив літературний відділ Гянджинського драматичного театру.
У 1934 році Джавад повернувся до Баку, працював редактором відділу перекладів видавництва Азернашр. У 1935 - 1936 роках очолював відділ документальних фільмів на кіностудії Азербайджанфільм.
Пізніше письменник був заарештований радянською владою і страчений 13 жовтня 1937 року за звинуваченням у спробі поширення націоналізму, натхненного мусаватом, серед молодих азербайджанських поетів. Джавад був лідером літературної спілки мусаватів під назвою «Яшиль Галамлар» (з азерб. «Зелені пера»), а також одним з багатьох азербайджанських художників і письменників, ув'язнених і страчених радянською владою за ідеї, які вважалися небезпечними. Смертний вирок був виконаний 13 жовтня 1937 року у Баку. 
У документах було написано, що, окрім того, що Ахмад Джавад був членом партії Мусават, він також був другом Мамеда Еміна Расулзаде, засновника Азербайджанської Демократичної Республіки, а також поетів Мікаїла Мушфіґа і Гусейна Джавіда.
Дружина Джавада, Шукрія Ханум, була розлучена з дітьми і засуджена до восьми років сибірських таборів.
У грудні 1955 року Джавад був реабілітований. У березні 1937 року він був відзначений першою премією у житті за переклад «Витязя у тигровій шкурі» Шоти Руставелі азербайджанською мовою.